# Sabine Haag
Sabine Haag (* 28. února 1962 Bregenz) je rakouská historička umění. Od roku 2009 je generální ředitelkou Kunsthistorisches Museum ve Vídni.

## Život
NNarodila v Bregenzu, kde navštěvovala Spolkové gymnázium pro dívky. Po pobytu v Santa Barbaře v Kalifornii vystudovala v letech 1981-1989 angličtinu, amerikanistiku a dějiny umění v Innsbrucku a Vídni. V roce 1990 začala pracovat jako kurátorka Kunstkammer a Schatzkammer v Kunsthistorisches Museum ve Vídni. V roce 1995 získala doktorát s prací "Sochařství ve slonovině 17. století", která byla základem systematického katalogu děl ze slonoviny v Kunsthistorisches Museum ve Vídni. Kunstkammer byla původně zřízena jako pokladnice děl z jantaru a slonoviny a patří k nejvýznamnějším světovým sbírkám.
Byla také kurátorkou několika výstav ("Meisterwerke aus den habsburgischen Kunst- und Wunderkammern", 2005, "Bernstein für Thron und Altar: Das Gold des Meeres in fürstlichen Kunst- und Schatzkammern", 2005, "Des Kaisers Elfenbein") a v roce 2006 se podílela na zkoumání a restaurování Slánky Benvenuta Celliniho. Jako kunsthistorička se zaměřuje na umělecká díla z jantaru a slonoviny. Je také autorkou a editorkou několika publikací o historii sbírky Kunstkammer Wien, stejně jako článků o významných exponátech muzea.
Od 1. prosince 2007 byla ředitelkou Kunstkammer a Světové a Staré pokladnice a připravila jejich novou expozici. Od 1. ledna 2009 je generální ředitelkou Kunsthistorisches Museum ve Vídni, které zahrnuje také Weltmuseum Wien a Theatermuseum. Jako vědecký ředitel zde působí Paul Frey a jako kurátor současného umění Jasper Sharp. Sabine Haag se zasloužila o znovuotevření Kunstkammer v roce 2013, nový centrální sklad v Himbergu, který byl postaven v rekordním čase a při nízkých nákladech, a také o masivní nárůst počtu návštěvníků. Koncem roku 2017 byla Sabine Haag jmenována předsedkyní rakouské komise UNESCO, s účinností od února 2018. Od 1. ledna 2020 byla znovu potvrzena na pozici generální ředitelky Kunsthistorisches Museum ve Vídni.